# Euphorbia transvaalensis
Euphorbia transvaalensis là một loài thực vật có hoa trong họ Đại kích. Loài này được Schltr. mô tả khoa học đầu tiên năm 1896.